# Francisco Ladogana
Francisco Ladogana (nacido en La Plata, Argentina; el 12 de agosto de 1988) es un futbolista profesional argentino, se desempeña en el terreno de juego como delantero y su actual equipo es Deportivo Xinabajul de Liga Nacional de Fútbol de Guatemala.
| Club                     | País                 | Año                |
| ------------------------ | -------------------- | ------------------ |
| Defensores de Cambaceres | Argentina            | 2008 - Apertura    |
| San Telmo                | Argentina            | 2008 - 2009        |
| Sarmiento de Junín       | Argentina            | 2009 - 2010        |
| Defensores Unidos        | Argentina            | 2010 - apertura    |
| Defensores de Cambaceres | Argentina            | 2010 - 2011        |
| Argentino de Merlo       | Argentina            | 2011 - 2012        |
| Deportivo Pereira        | Colombia             | 2012 - 2014        |
| CD UES                   | El Salvador          | 2015 - 2016        |
| Suchitepéquez            | Guatemala            | 2016 - 2017        |
| Cobán Imperial           | Guatemala            | 2017 - Apertura    |
| Platense                 | Honduras             | 2017 - Clausura    |
| Universidad O&M FC       | República Dominicana | 2018               |
| Xinabajul Huehue         | Guatemala            | 2019-2020-presente |

## Palmarés

### Campeonatos nacionales
| Título          | Club          | País      | Año  |
| --------------- | ------------- | --------- | ---- |
| Torneo Clausura | Suchitepéquez | Guatemala | 2016 |